# 훔자 유사프

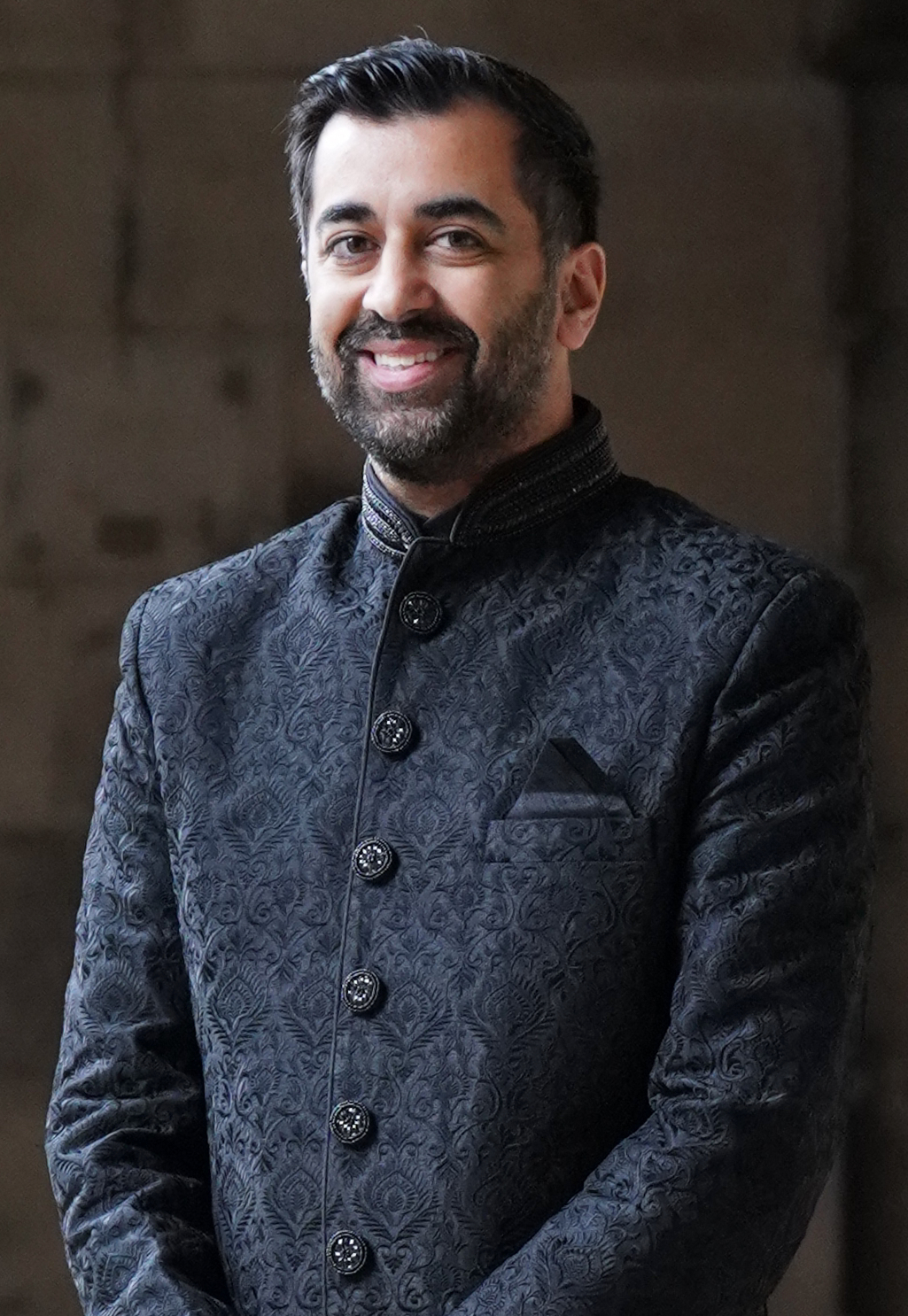

험자 하룬 유사프 ( /ˈhʌmzə ˈjʊsəf/ ; 1985년 4월 7일 ~ )은 2023년 3월부터 스코틀랜드의 제1장관이자 스코틀랜드 국민당 (SNP)의 지도자를 역임하고 있는 스코틀랜드의 정치인이다.
파키스탄 펀자브 출신의 이민자 가정에서 태어났다. 전임 니컬라 스터전 밑에서 2018년부터 2021년까지 법무부 장관을 역임한 후 2021년부터 2023년까지 보건부 장관을 역임했다. 그는 2016년부터 글래스고 폴록 선거구의 스코틀랜드 의회(MSP) 의원이었으며 이전에는 2011년부터 2016년까지 글래스고 지역을 대표했다.